# Фолкнер, Патрик
Патрик Фолкнер (ирл. Pádraig Faulkner; 12 марта 1918, Дандолк, Соединённое королевство Великобритании и Ирландии — 1 июня 2012, Дроэда, Ирландия) — ирландский государственный деятель, спикер Палаты представителей Ирландии (1980—1981).

## Биография
После завершения обучения работал школьным учителем.
В 1957—1987 гг. — депутат палаты представителей Ирландии.
- 1965—1968 гг. — парламентский секретарь в министерстве по территориям говорящим на ирландском языке (Gaeltacht),
- 1968—1969 гг. — министр природных ресурсов,
- 1969—1973 гг. — министр образования,
- 1977—1979 гг. — министр туризма, транспорта и министр почт и телеграфов,
- 1979—1980 гг. — министр обороны,
- 1980—1981 гг. — спикер Палаты представителей Ирландии.